# معادل لدوام كامل
معادل لدوام كامل، هو وحدة تشير إلى عبء العمل للشخص العامل (أو الطالب) بطريقة تجعل عبء العمل للشخص العامل (أو أعمال الفصل) قابل للمقارنة عبر سياقات مختلفة. غالبًا ما يستخدم هذا المقياس لقياس انخراط العامل أو الطالب في مشروع ما، أو لمساعدة المنظمات لتتبع عملية تخفيض التكاليف. حيث أن القيمة 1.0 تساوي عبء دوام كامل للموظف أو الطالب، بينما تشير القيمة 0.5 إلى نصف عبء العمل لدوام كامل للموظف أو الطالب.

## الولايات المتحدة الأمريكية
وفقًا للحكومة الفيدرالية للولايات المتحدة، يتم تعريف «معادل لدوام الكامل» من قبل مكتب محاسبة الحكومة (GAO) على أنه عدد ساعات العمل الإجمالية مقسومًا على الحد الأقصى لعدد الساعات المسموح بها قانونياً للتوزيع في جدول لدوام كامل. على سبيل المثال، إذا تم تحديد الجدول الزمني العادي لربع السنة على أنه 411.25 ساعة ([35 ساعة في الأسبوع * (52 أسبوعًا في السنة - 5 أسابيع إجازة تنظيمية)] / 4)، فإن الشخص الذي يعمل 100 ساعة خلال هذا الربع يمثل 100 / 411.25 = 0.24 من ما يعادل دوام كامل. وفي حال كان موظفان يعملان في إجمالي 400 ساعة خلال نفس الفترة ربع السنوية يمثلان 0.97 من ما يعادل دوام كامل.
مكتب الإدارة والميزانية في الولايات المتحدة OMB، أو مكتب الميزانية للرئيس، غالبًا ما يضع حدودًا عليا على إجمالي ما يعادل دوام كامل الذي قد تستخدمه مؤسسة معينة كل عام. سابقا، كان يوضع للمؤسسات حدًا أقصى للعدد للعمال المسموح تشغيلهم، ويتم تقديم تقرير عنه في يوم معين من العام. فكانت المؤسسات توظف أكثر من هذا العدد في معظم شهور العام. ثم ومع اقتراب الموعد النهائي لتقديم التقارير، تقوم المؤسسات بتسريح الموظفين الزائدين، بهدف الوصول للحد الأقصى المسموح به في التقرير. ولكن مع سياسة تزويد المؤسسات بسقف المعادل لدوام الكامل، والذي يتم حسابه بناءً على إجمالي عدد ساعات العمل من قبل جميع الموظفين وعلى مدار العام، بغض النظر عن العدد الكلي للموظفين في أي وقت، فهذه الطريقة تمنع المؤسسات من استخدام الاستراتيجية القديمة للتحايل.
على الرغم من أن معنى الموارد البشرية المقبول هو مكافئ، ولكن غالبًا ما يتم تحميل المصطلح أكبر من حجمه في الاستخدام العامي للإشارة إلى «موظف بدوام كامل، على عكس العقد». وغالبًا ما يستخدم المصطلح معادل لسنة عمل بدلاً من معادل لدوام عمل عند وصف عمل المقاول.

## أستراليا
في أستراليا، هناك مصطلح قريب معمول فيه يخص الطلاب هو ما يعادل عبء الطالب لدوام كامل.

## في التعليم
ويسمى الطلاب المعادلون لدوام كامل  هو أحد المقاييس الأساسية لقياس الالتحاق بالكليات والجامعات. غالبًا ما يتم إجراء المقياس سنويًا لتغطية المتوسط السنوي للطلاب المعادلين لدوام كامل ويتم تحديده بواسطة اختصار AAFTE.
يمكن للأكاديميين زيادة المساهمة من خلال اتباع عدد من الاستراتيجيات: (أ) زيادة حجم الفصل/القاعة، (ب) تدريس مواد دراسية جديدة، (ج) الإشراف على المزيد من المشاريع، (د) الإشراف على المزيد من البحوث. وللاستراتيجية الأخيرة بميزة إضافية وتعتبر مقياس رئيسي آخر في الجامعات، فهي تساعد على خلق معرفة جديدة وخاصة في حال نشرت هذه البحوث في مجلات أكاديمية محكمة. بالإضافة إلى ارتباطها بمقياس آخر مهم هو اعطاء فرصة لتمويل البحوث وهذا ما يبحث عنه الباحثون.
لتشجيع على عمل المزيد من الأبحاث، بعض الجامعات تحتسب الضعف من حساب المعادل لدوام كامل، واحيانا الثلاث اضعاف.

### مثال
ييقوم الأستاذ بتدريس مادتين جامعيين، ويشرف على مشروعين لطلبة البكالوريوس، ويشرف على رسائل/اطروحات. تبلغ قيمة كل مادة جامعية لدرجة البكالوريوس تساوي عُشر جميع الاعتمادات لبرنامج البكالوريوس (أي 0.1 معادل لدوام كامل). تبلغ قيمة مشروع البكالوريوس عشرين من جميع الاعتمادات لبرنامج البكالوريوس (أي 0.2 معادل لدوام كامل). وقيمة الرسائل تساوي كامل لبرنامج الدراسات العليا (أي 1 معادل لدوام كامل). مساهمة الأستاذ هي 29.4 FTEs:
| المساهمات          | النسبة لمعادل لدوام كامل | حجم الشعبة/القاعة | مجموع معادل لدوام كامل |
| المادة الأولى      | 0.1                      | 100               | 10                     |
| المادة الثانية     | 0.1                      | 150               | 15                     |
| مشروع بكالوريوس    | 0.2                      | 2                 | 0.4                    |
| رسالة لدراسات عليا | 1                        | 4                 | 4                      |
| المجموع            | -                        | 256               | 29.4                   |